# Eddie Lewis
Edward James « Eddie » Lewis, né le 17 mai 1974 à Cerritos en Californie, est un joueur international américain de soccer.

## Biographie

### En club
- 1992-1995 : Bruins de l'UCLA -  États-Unis
- 1996-mars 2000 : Clash de San José -  États-Unis
- mars 2000-2002 : Fulham -  Angleterre
- 2002-2005 : Preston North End -  Angleterre
- 2005-2007 : Leeds United -  Angleterre
- 2007-2008 : Derby County -  Angleterre
- 2008-déc. 2010 : Galaxy de Los Angeles -  États-Unis

### En équipe nationale
Il a participé à la Coupe des confédérations en 1999 et 2003, à la Gold Cup (CONCACAF) en 2003.
Lewis participe à la coupe du monde 2006 avec l'équipe des États-Unis. Il a déjà participé à la coupe du monde de football 2002.
Il totalise 82 sélections (10 buts). 